# Ксьонж-Велькопольський (гміна)
Гміна Ксьонж-Велькопольський (пол. Gmina Książ Wielkopolski) — місько-сільська гміна у північно-західній Польщі. Належить до Сьремського повіту Великопольського воєводства.
Станом на 31 грудня 2011 у гміні проживало 8543 особи.

## Територія
Згідно з даними за 2007 рік площа гміни становила 147.87 км², у тому числі:
- орні землі: 67.00%
- ліси: 23.00%

Таким чином, площа гміни становить 25.73% площі повіту.

## Населення
Станом на 31 грудня 2011:
| Опис     | Загалом | Загалом | Чоловіки | Чоловіки | Жінки | Жінки |
| -------- | ------- | ------- | -------- | -------- | ----- | ----- |
| одиниця  | осіб    | %       | осіб     | %        | осіб  | %     |
| все      | 8543    | 100     | 4299     | 50.32    | 4244  | 49.68 |
| міське   | 2744    | 100     | 1368     | 49.85    | 1376  | 50.15 |
| сільське | 5799    | 100     | 2931     | 50.54    | 2868  | 49.46 |

## Сусідні гміни
Гміна Ксьонж-Велькопольський межує з такими гмінами: Дольськ, Занемишль, Кшикоси, Нове-Място-над-Вартою, Сьрем, Ярачево.